# Bojana Stojković
Bojana Stojković est une ancienne joueuse de volley-ball serbe née le 29 avril 1985 à Belgrade. Elle mesure 1,84 m et jouait au poste de réceptionneuse-attaquante. 

## Clubs
| Club                | De        | À         |
| ------------------- | --------- | --------- |
| Postar 064 Belgrade | 1999-2000 | 2006-2007 |
| Volley Club Milano  | 2007-2008 | 2007-2008 |
| Nova KBM Branik     | 2008-2009 | 2008-2009 |
| OK Tent             | 2009-2010 | 2009-2010 |
| OK Jedinstvo Užice  | 2010-2011 | 2010-2011 |
| ŽOK Železničar      | 2011-2012 | 2011-2012 |
| CS Volei Alba-Blaj  | 2012-2013 | 2012-2013 |
| CSM Târgoviște      | 2013-2014 | 2013-2014 |
| ŽOK Železničar      | 2014-2015 | 2014-2015 |
| OK Jedinstvo Užice  | 2016-2017 | 2016-2017 |

## Palmarès
- Championnat de Serbie
  - Vainqueur : 2006, 2007.
- Coupe de Serbie
  - Vainqueur : 2004, 2005, 2006, 2007.
- Championnat de Slovénie
  - Vainqueur : 2009.